# Анархія
Ана́рхія (з дав.-гр. ἀναρχία ) — відсутність влади. Термін «анархія» зазвичай використовується для позначення понять «не мати ніякого уряду» або «бути без уряду». Самі елліни цей термін застосовували для характеристики ситуації в місті-державі, при якій була відсутня верховна влада, або вона втратила реальні важелі впливу на політичну ситуацію в місті. Пізніше прихильники аристократичного і монархічного правління стали асоціювати анархію з демократією, яка, на їхню думку, стала уособленням хаосу і розбещеності. Зі свого боку, прихильники антиаристократичного правління в античності та середньовіччі бачили в цій ідеї свого роду «природний» порядок.
У повсякденній свідомості анархія – безлад в організації суспільного життя, дезорганізація суспільства, беззаконня в політичній, юридичній сфері життя, відсутність керуючого початку в економіці та соціальному житті.

## Еволюція анархічного світогляду
Елементи анархічного світогляду були відомі протягом багатьох століть. Прагнення до повної свободи особистості у вільному суспільстві, заперечення влади та експлуатації — подібні настрої в тій чи іншій формі можна прослідкувати у китайських даосів, англійських дігерів, давньокитайських школах. До давньогрецьких протоанархістів традиційно відносять софістів та кініків, до давньокитайських — даоську традицію Лао-цзи та Чжуан-цзи.
В розумінні владних класів анархія була станом хаосу, безладу. Проте історія представляє нам такі періоди після революцій і переворотів, коли ламалися основи старого суспільства та закладався фундамент нового порядку, в якому звільненим рабам жилося в результаті трохи краще, ніж раніше. Із самого зародження, ідея анархії полягала у тому, що суспільство може і повинно бути організоване без участі держави як органу примусу. Хибне уявлення про анархію як стан хаосу та насилля збереглося донині. Насправді, анархізм — більш тонка та насичена нюансами наука.
У період буржуазно-демократичних революцій XVIII ст., внаслідок яких ламалися основи традиційного укладу суспільства, анархічний тип політичної свідомості формується як філософське вчення. Внаслідок цілого переліку чинників у XIX ст. концепція анархії на теоретичному рівні розвивається у цілісну систему ідей, а на практиці — у порівняно розгалужений політичний рух.
Першими заявили про себе анархісти в Європі та США, серед яких, зокрема, Вільям Годвін, автор першого систематичного викладу доктрини анархії. Хоча в своїй праці «Дослідження політичної справедливості та її впливу на громадську мораль» («Enquiry concerning Political Justice and its influence on general virtue and happiness», 1793) термін «анархія» Годвін ще не використовує, у ній викладений класичний постулат анархізму — влада суперечить людській природі, а суспільне зло існує тому, що люди позбавлені вільно діяти та відчувають на собі тягар примусу. Нерозумними Годвіну здавалися не лише феодальні привілеї, класова нерівність, але й влада церкви та релігія. Він заперечував і буржуазну сім'ю, і буржуазну мораль, засновану, як він вважав, на егоїстичних, корисливих розрахунках, і закликав до скасування приватної власності.
Годвін не закликав до насильницького повалення існуючого ладу, натомість, залишаючись прихильником ідей Просвітництва, він вірив у велику силу слова, в можливість перетворити суспільство шляхом пропаганди. Він виходив з тези про добру природу людини, на яку погано впливають державні інститути, і запропонував анархо-комуністичну програму соціальних перетворень.
Поряд з ім'ям Годвіна доречно згадати німця Каспера Шмідта, погляди якого доповнюють соціологічно-комуністичний напрямок анархічної думки на початку XIX ст. У своїй праці «Єдиний і його власність», виданій у 1844 р. під псевдонімом Макс Штірнер, К. Шмідт піддав ґрунтовній критиці ідеї, відносини, установи, нав'язані людям суспільством, церквою та державою. У центрі уваги Штірнера — унікальна особистість, Єдиний; цю особистість не можна звести до якої-небудь соціальної ролі чи прояву. Однак погляди Годвіна та Штірнера збігалися не в усьому. Штірнер визнає необхідність робітничих страйків, експропріації власності та створення вільного «союзу егоїстів». Будучи суб'єктивним ідеалістом, він був переконаний, що подібна перебудова держави пов'язана з реорганізацією самої особистості, і, що змінивши зміст людської свідомості, можна домогтися зміни наявного політико-правового ладу.
Таким чином, тільки-но зародившись, анархічна думка розділилася на два напрямки — індивідуалістичний, що підкреслює унікальність окремої особистості, і соціалістичний, зосереджений в основному на побудові вільного і справедливого суспільства. Виниклі згодом численні анархічні течії ґрунтуються на різних варіантах поєднання прагнень до свободи і соціальної справедливості.
Анархісти виступають проти ідеї, що влада і домінування необхідні для суспільства, і замість цього пропонують кооперативну, антиієрархічну форму соціальної, політичної та економічної організації суспільства.

## Етимологія
Запозичення з грецької мови (див. Монархія): грец. αναρχία є похідним від грец. αναρχоς «той, що не має начальників», утвореного з частки αν- «не» і основи іменника αρχоς «начальник, керівник», пов'язаного з дієсловом αρχω «починаю, (я) є першим, паную».